# Dasineura crataegi
Dasineura crataegi är en tvåvingeart som först beskrevs av Johannes Winnertz 1853.  Dasineura crataegi ingår i släktet Dasineura och familjen gallmyggor. Inga underarter finns listade i Catalogue of Life.

## Bildgalleri

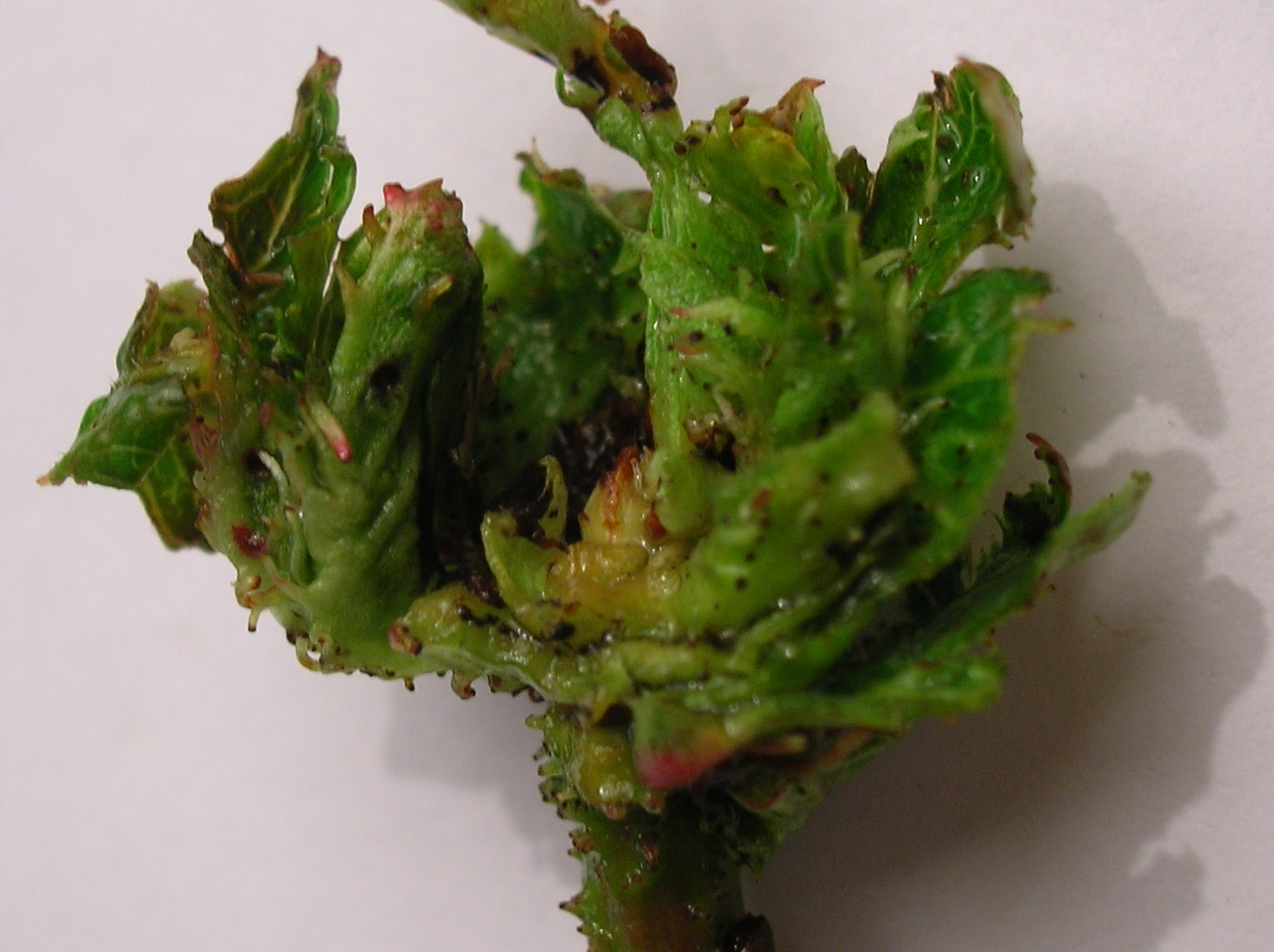
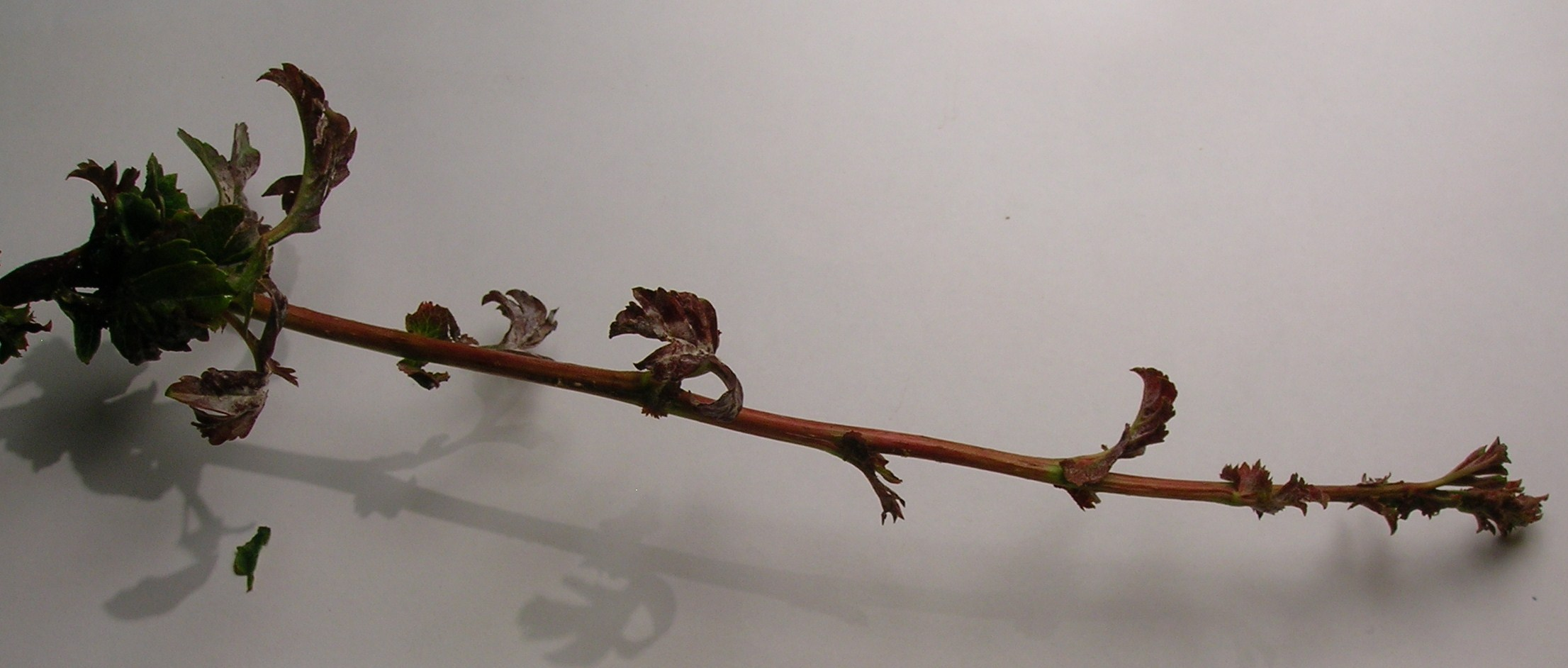